# Gabriel Tiacoh
Gabriel Tiacoh (9 de febrero de 1963 - 2 de abril de 1992) fue un atleta marfileño, conocido por ser el primer medallista olímpico de su país. En los Juegos Olímpicos de Los Ángeles 1984 logró la medalla de plata.

## Carrera deportiva
Su carrera comenzó en el Campeonato Mundial de Atletismo de 1983 en el que compitió en los 400 metros y en el 4x100. En la que sería su prueba estrella durante su carrera, los 400 metros, quedó en quinta posición.
En 1984 logró la medalla de oro en el Campeonato Africano de Atletismo y posteriormente ganó la medalla de plata en los Juegos Olímpicos de Los Ángeles 1984 en los 400 metros con un tiempo de 44.54.
Tras sus grandes resultados en 1984, en 1985 perdió el título de campeón africano, logrando la medalla de plata en el Campeonato Africano de Atletismo de ese año.
En el Campeonato Mundial de Atletismo de 1987 finalizó séptimo en la final de los 400 metros.
En 1988 volvió a obtener la plata en el Campeonato Africano y posteriormente participó en los Juegos Olímpicos de Seúl 1988 en el que disputó el 4x100 en el que la selección marfileña quedó eliminada en la semifinal.
En 1989 logró dos medallas de oro en los 400 metros en el Campeonato Africano y en los Juegos de la Francofonía, y una medalla de bronce en la Copa del Mundo de Atletismo.
En 1992 murió a causa de una meningitis viral.